# Борилачки клуб
Борилачки клуб (енгл. Fight Club) је амерички сатирични психолошки трилер филм из 1999. године у режији Дејвида Финчера, заснован на истоименом роману Чака Поланика из 1996. године.
Радња филма прати неименованог приповедача (Едвард Нортон) који након неуспелог покушаја лечења несанице, упознаје Марлу Сингер (Хелена Бонам Картер) којом бива опседнут и Тајлера Дардена (Бред Пит) са којим оснива "Борилачки клуб". Глумачку поставу такође чине Мит Лоуф, Зак Гренијер и Џаред Лето. Филм је премијерно приказан на педесет и шестом међународном филмском фестивалу у Венецији 10. септембра 1999. године, а затим 6. октобра у Вествуду у савезној држави Калифорнији.
Борилачки клуб је поделио критичаре након свог премијерног приказивања и био је комерцијални неуспех. Филм је пронашао већи успех када је издат у ДВД формату, након чега је доживео статус култног филма.

## Радња
Приповедач (Едвард Нортон) је анонимни запосленик аутомобилске компаније који одлази на места несрећа како би проценио штету. Доктор одбија да му препише лек за несаницу и уместо тога му предлаже да посети терапијску групу оболелих од рака тестиса како би почео да цени праву бол. Посећујући групу, приповедач почиње да се осећа важним и да неко мари за њега, након чега почиње нормално да спава. Међутим, почиње да глуми да има још неколико болести како би могао да посећује и друге терапијске групе. Рутина му се прекида након што на групама које он похађа примети другу варалицу, Марлу Сингер (Хелена Бонам Картер), и опет почиње да пати од несанице.
Током лета пословном класом, приповедач упознаје Тајлера Дардена (Бред Пит), продавца сапуна. Приповедач стиже кући и открива како му је стан уништен у експлозији. Позива Тајлера и састаје се са њим у бару. Тајлер пристаје да га пусти га у свој дом под условом да га приповедач удари. Овај му удовољи и двојица почињу да уживају у међусобним ударцима испред бара. Приповедач се усељава у Тајлерову кућу, а њих двојица се враћају у бар, где се опет потуку на паркиралишту. Након што су привукли гомилу људи, успостављају „Борилачки клуб” у подруму бара. Убрзо уз Тајлерову помоћ, делом земље почињу да ничу други слични клубови.
Након што се Марла предозира пилулама, спашава је Тајлер, и њих двоје се упуштају у сексуалну везу. Тајлер говори приповедачу да га не пита за Марлу. Под Тајлеровим вођством, Борилачки клуб организује „Пројекат Хаос” (енгл. Project Mayhem), који почиње да извршава све деструктивније антикапиталистичке вандализме у граду. Борилачки клубови постају мрежа за Пројекат Хаос којег води сам Тајлер, без приповедачевог уплитања. Након свађе, Тајлер нестаје из приповедачевог живота, а након што члан Пројекта Мејхем погине на мисији, приповедач покушава да угаси пројект. Пратећи Тајлерове кораке, приповедач почиње да путује по земљи и открива да су борилачки клубови основани у већини градова, где га један од учесника ословљава као Тајлера Дардена. Марлин телефонски позив потврђује његов идентитет, а он схвата да је Тајлер заправо алтер его његове подељене личности. Тајлер се појављује пред њим и објашњава му да контролише приповедачево тело кад год овај спава.
Приповедач се сруши. Након што се пробудио, схвата да је Тајлер обавио неколико телефонских позива током његове несвести. Почиње да следи трагове његових планова до седишта неколико великих компанија које послују са кредитним картицама у центру града које Тајлер намерава да уништи како би онеспособио финансијски систем. Након што није успео да добије помоћ од полиције, од којих су многи припадници Пројекта Мејхем, приповедач покушава да деактивира експлозиве у подруму једне од зграда. Сукобљава се са Тајлером, који га онесвешћује и одводи на горњи спрат друге зграде како би сведочио предстојећем уништењу. Приповедач, којег Тајлер држи на нишану, схвата да заправо он држи пиштољ. Пуца себи у уста, пропуцавши сопствени образ, али не убивши се. Илузија Тајлера нестаје заједно са излазном раном на задњој страни његове главе. Убрзо након тога, чланови Пројекта Хаос доводе приповедачу отету Марлу и остављају их саме. Бомбе експлодирају, а двоје, држећи се за руке, кроз прозоре гледају уништење градске четврти.

## Улоге

#### Главне улоге
- Едвард Нортон — Приповедач ("Џек", "Семјуел"[а])
- Бред Пит — Тајлер Дерден
- Хелена Бонам Картер — Марла Сингер

#### Споредне улоге
- Зак Гренијер — Ричард Чеслер
- Мит Лоуф — Роберт "Боб" Полсон
- Рејчел Сингер — Клои
- Холт Макалани — Механичар
- Ион Бејли — Рики
- Питер Јаканџело — Лу
- Џаред Лето — Анђеоско Лице

## Реакције и тема
Борилачки клуб је издат у САД 15. октобра 1999. са помешаним оценама. Док су неки критичари били одушевљени, многи познати критичари су филм лоше оценили. Џенет Меслин из Њујорк Тајмса упоредио је његову повољност са Америчком лепотом, док га је Роџер Иберт назвао „мушком порнографијом“. Можда најјачу негативну реакцију добио је од Рекса Рида, који га је назвао „филм без иједног надокнадивог квалитета, који може наћи публику у паклу“. Оптичко насиље борби изгледа је узнемирило већину критичара, мада су само две сцене смрти у ствари догађају у филму, ниједна од њих није повезана са питањем борби. Једна од најконтроверзнијих критичких потеза десио се у Згоди Рози О`Донел када је Рози О`Донел открила обрт на крају филма пре него што је филм био широко издат као протест за видљиву насилну поруку. Филм је такође критикован због објављивања у биоскопима док су социјалне и културне последице масакра у Колумбајну биле спорне.
Филм је на отварању зарадио 11 милиона долара, и прво место на уској трци тог викенда на биоскопским благајнама. Ипак, пао је веома брзо следећег викенда, завршивши са зарадом од само 37 милиона долара у САД. Сматран је као неуспех с обзиром да је буџет био 63 милиона, не укључујући рекламе које би биле додатних 20-30 милиона. Иако су 63 милиона касније зарађена у иностранству, извршна тела у предузећу 20th Century Fox су ипак осетили филм као јако разочарење, толико да је руководилац сектора забаве Бил Механик отпуштен. Према Механику, он се лично сукобио са власником предузећа, Рупертом Мардоком, о Борилачком клубу и то га је коштало посла, једва годину дана након што је филм истог предузећа Титаник постао филм са највећом зарадом икада.
Спасење Борилачког клуба је испало тржиште ДВД-а које је имало велики раст у то време. Паковање од два диска уобличено са тонским коментарима и сатима додатног материјала, нудећи дубоку анализу филма. Борилачки клуб је чак постао профитабилан захваљујући продаји ДВД-а. Entertainment Weekly, који је филму прво дао негативну оцену Д, касније је ставио ДВД на прво место на листи „50 ДВД-а које морате да имате“.
Борилачки клуб је постављен на 10. место листе Мој омиљени филм аустралијског медијског сервиса. Филм је био једини међу првих 10 који поделио представљачку таблу на линије жанра, са три мушка представљача који су бранили филм и три женска представљача који су износили негативне реакције.
Филмов висок критички поглед потрошње и модерног живота изазвао је узнемирење међу неким критичарима. Критичари као Еберт запазили су како су објаснили fascist тему кроз филм, док су други коментарисали анархију, нихилизам и будистичке идеале. Оба су представљена у промени борилачког клуба, антиматеријалистичке организације у „Пројекат Хаос“, организованију анархију, вођена једино ауторитетом Тајлера Дардена. Безоблична природа у који су ова наизглед супротна филозофска система стављена заједно је узрок за много неслагања са филозофским језгром филма.
Паралеле су такође постављене између визије света после револуције Тајлера Дардена, и погледа Теодора Качинског, такође познатог као Унабомбер. Ово се може видети у једној сцени где Тајлер прича о abseiling down the sears tower у одећи која will last you the rest of your life and hunting elk on abandoned freeways.
Неки елементи из филма су нашли свој пут у свакодневницу, као што је прво правило „Борилачког клуба“ – „Немој говорити о борилачком клубу“ или име „Тајлер Дарден“.

### Ниче
Има доста паралела између Ничеове филозофије и Борилачког клуба. То укључује теме као што су смрт Бога, проналажење смисла живота кроз уништавање старих вредности и стварање нових, морал господара наспрам морала роба, натчовек, и, наравно, вољом за моћ.
Процес борбе са самим собом и борбе са другим повезан је са вољом за моћи – који, по теорији свега, укључује колизију снага и успех јачег. Мушкарци у филму налазе да је борилачки клуб молећив за њих, то је лек за усамљеност присутну у потрошачком друштву.
Борилачки клуб нуди радницима у белим оковратницима у канцеларијама нешто што њихови уобичајени послови не могу. Побеђивање и губљење борбе није важно због екстремног задовољства или бол прави мушке борце да се осећају јако и живо. Чак и пораз једног изазива повећавање другог.
Приповедач представља морал роба док Тајлер представља морал господара. Приповедач преузима контролу над собом – извршава самоубиство да би створио новог себе и коначно се одбрањује од Тајлера – представља покрет ка натчовеку.
Тајлер објашњава Ничеову концепцију смрти Бога приповедачу: питање постојања Бога (било да је тачно или нетачно) је безначајно питање. Питање постојања Бога је неважно.

### Решења о Дарденовом идентитету
До краја филма, постоји неколико решења о стварном идентитету Тајлера Дардена пре открића на крају филма.
1. На почетку филма, приповедач упућује на детаље контролисаног уништења, „Ја знам ово, јер Тајлер зна ово“.
2. Постоји неколико слика Тајлера у сценама где он не припада. То су:
  1. У поглављу о несаници, Дарден је видљив где фотокопир апарат светли.
  2. У лекарској ординацији, Тајлер се појављује са рукама око лекара.
  3. У „И даље мушкарци, заједно“, Тајлер је приказан са рукама око вође групе.
  4. После Марлиног првог појављивања у филму, Тајлер се појављује у пролазу док она одлази.
  5. У хотелској соби, после сцене на аеродрому, постоји видео добродошлице са неколико радника који једногласно изговарају добродошлицу. Тајлер је најдаљи са десне стране.
3. Када је приповедач на аеродрому, он изговара „Ако се пробудиш у различито време на различитом месту, можеш ли се пробудити као различита особа?“. Камера приказује Тајлера како се пење на покретним степеницама. Тајлер није у сцени све док се не помери од иза приповедача. То је занимљиво, с обзиром да се покретна трака креће сталном брзином и Тајлер је требало да буде видљив десно од приповедача пре него што је прошао иза њега.
4. У авиону, приповедач седи поред жене која је с његове леве стране. После сна о судару у ваздуху, Тајлер тада седи на истом седишту. И Тајлер и приповедач имају идентичне торбе такође.
5. После првог сексуалног односа са Марлом, приповедач каже „Не можеш да замислиш шта сам сањао прошлу ноћ“. Марла му одговара да она не може да верује такође то, гледајући га због њиховог подељеног искуства. Њени потези показују неверицу и шок када је приповедач истера из куће откривајући да они нису на истој страни. Када Тајлер уђе да прича о томе, приповедач каже да већ зна причу.
6. Када приповедач почне да удара себе да би изнудио од свог руководиоца, он каже да га то подсећа на његову прву тучу са Тајлером (прву тучу са самим собом).
7. Када су Тајлер и приповедач заједно у купатилу, размењујући животна искуства, они имају особито сличне прошлости.
8. Када је приповедач закрпљен после операције, он каже: „Понекад Тајлер говори за мене“. Он понавља шта је Тајлер рекао, иако је у истој просторији са Тајлером и ово би можда изгледало чудно за медицинску сестру.
9. У кухињи, када Марла испитује приповедачеву опекотину, Тајлер му из подрума дошаптава шта да јој каже.
10. Приповедач улази када Тајлер има сексуални однос са Марлом (то је сцена где Тајлер носи жуту рукавицу). Док разговарају Марла га пита с ким разговара.
11. Пре сцене удеса, приповедач седи десно, на сувозачевом месту. Када се аутомобил преврне, Тајлер гура приповедача са возачевог места.
12. Када приповедач излази из аутобуса, мало пре него што сазнаје за Пројекат Сакаћење осмехујући се и правећи ватру у зграду, он носи зелену фасциклу. То је једна од истих оних фасцикли које су прикачене на таблу са извештајима за Пројекат Сакаћење.
13. Када приповедач и Тајлер уђу у аутобус, приповедач плаћа превоз за само једну особу.

## Занимљивости
- Радња филма се изгледа дешава у Вилмингтону, држава Делавер, седишту већине предузећа за платне картице. Приповедачева посетница има поштански број Вилмингтона 19808 и обласни број Делавера 302. Надаље, градови посебно споменути у сцени аутомобилског удеса су Њукасл, Делавер Сити и Пенс Гроув (држава Њу Џерзи), који су близу Вилмингтона. Зграда са апартманима у којој приповедач живи има гесло „Место где можете бити неко“, које је такође гесло града Вилмингтона; ово може бити видљиво у сцени где приповедач је довезен кући таксијем S.C.A.T., локалним таксијем у Вилмингтону. У сцени где приповедач очајнички зове пословну зграду да их упозори, називи улица „Френклин“ и „Харисон“ су приказани. Међутим „Френклин“ и „Харисон“ улице иду од Севера до Југа у Вилмингтоновом Вестсајд/Хилтоп крају, миљу или више паралелно са корпоративним крајем. Власти града Вилмингтона су одбили захтев филмаџија да снимају у Делаверу, у страху од кривотворења. Уместо тога снимано је у Лос Анђелесу и направљено је да изгледа као општи град.
- Филмаџије су прво намеравали да Тајлер Дарден говори рецепт за ручно прављене експлозиве. Касније су одлучили против тога у интересу јавне безбедности, и лажни рецепти су коришћени, укључујући рецепт за ручно прављени напалма, чији једнаки делови нису сок од наранџе и бензин.
- На посетници предузећа за производњу сапуна Тајлера, адреса је 537 Paper St. Када приповедач говори полицајцу, он даје адресу 1537 Paper St.

На почетку филма, Тајлер Дарден блесни на екрану за дужину једне слике, можда наговештавајући Тајлеров посао као филмског приказивача, у 4 различита случаја. То су:
1. У фото-копирници на послу када приповедач каже: „Све је копија копије“.
2. У лекарској ординацији, када приповедач сазнаје о групи за подршку оболелима од рака тестиса.
3. На састанку групе.
4. Када приповедач види Марлу како напушта групу али је не прати.

- Ови кратки блескови слика изазвали су жалбу контролора квалитета трака са којих се пушта филм у биоскопу. Филмаџије су тада морале да их уверавају да је ово било и у верзији која је добила дозволу за приказивање.
- Пит је описао ове случајеве као „subliminal Tylers“.
- После ових кратких тренутака, Тајлер се појављује још 2 пута; прво на хотелском телевизору међу групом радника који носе беле јакне и нуде наслов „добродошли“ (видети на десну страну екрана); и поново док се приповедач вози покретним степеницама на аеродрому. Када приповедач пита „Ако се пробудиш у различито време на различитом месту, можеш ли се пробудити као различита особа?“, камера приказује Тајлера у белом оделу. Такође, када приповедач даје флашу пива Тајлеру изван бара после њихове прве туче, светла у позадини светлуцају тренутно пошто Тајлер је узме. Оваква врста трикова је постала заштитни знак Финчера.
- Обрнути снимак несреће, разрађена рачунарска графика, је био последњи снимак који је додат филму – накнадна мисао режисера. Захтевао је толико процесорског времена да је умало морало да се споји „мокро“ – то је свеже из лабораторије – тако да филм буде умножен на време.
- Уводна сцена су посебни ефекти летећи-кроз мозак лика кога игра Едвард Нортон на нивоу неурона, сличан ефекат је употребљен у уводној сцени филма X-Men који је такође произведен у предузећу FOX. Игра Metroid Prime за играчку конзолу Нинтендо Гејмкјуб такође има сличан увод.
- У краткој сцени где су Бред Пит и Едвард Нортон пијани и ударају голф лоптице, њих двојица су стварно пијани, а лоптице завршавају у камион за снабдевање храном.
- Током пробе откривено је да Бред Пит и Едвард Нортон мрзе нову Фолксваген Бубу. У филму они се виде како ударају Фолксваген Бубу палицама за бејзбол. Ипак, после изласка ДВД-а са филмом Пит је цитиран у коментару како каже да је променио мишљење о његовим осећањима за нову Фолксваген Бубу.
- У сличном кратком трику, слика која показује голог мушкарца је укључена у поглед експлозије на крају филма. Ово је вероватно интерна алузија на Тајлерову праксу спајања кратких слика порнографије у породичне филмове на његовом послу у биоскопу, иако је питање да ли тамо ради. Уобичајена урбана легенда гласи да је то Питов пенис; саопштење за филм је било да то није. Пенис је исти онај који Тајлер спаја у дечје филмове близу почетка филма.
- Главни мотиви Борилачког клуба могу бити примећени у неколико других филмова. Неко може приметити сличност између Тајлера Дардена и лика Бреда Пита у филму 12 мајмуна (1995). Новији филмови имају омаж причи о Борилачком клубу и режисерски стил. Колатерал (2004) и Стара школа (2003) су два примера.
- Бред Пит је скинуо пломбе са зуба за ову улогу, као начин да развије лик још више. Касније их је вратио када је завршио посао. Заједно са сарадником и пријатељем Едваром Нортоном, учествовали су у часовима за прављење сапуна, као њихови ликови на филму
- Према продуценту Арт Линсону у његовој књизи Шта се управо десило?, пробно приказивање у студију је имало доста публике и из јавности и руководилаца у предузећу који су се хватали за главу у збуњености. Линсон је био отворени подржавалац филма.
- Ед Ковалчик из музичког састава Live се појављује као конобар у сцени где су Едвард Нортон и Хелена Бонам Картер у ресторану.
- Реченице из Борилачког клуба су такође коришћене у популарној музици. У песми Даст Брадерса названој „This is your life ft. Tyler Durden“ многи звучни снимци из филма могу се чути, мада су они продуцирали цео музички албум који је пратио филм. Лимп Бизкит имају везу са Борилачким клубом: „Ја сам видео Борилачки клуб 28 пута“. Чак и Папа Роах цитира ове реченице: „Ти си роб система у коме радиш на послу који мрзиш за то срање које ти не треба“ и „И ствари које поседујеш на крају поседују тебе“ у „Between Angels and Insects“
- Почаст Борилачком клубу је направљена у култном британском ситкому Spaced, где постоји подземни Робот клуб. То је такође пародија на Ратове Робота. Оквир изгледа слично, са такмичарима у сличној одећи. Судија такође говори да постоје два правила Робот клуба: „Не говори о Робот клубу“ и „Не говори о Робот клубу“, онда каже да је ту грешка и каже уместо другог правила „нема пушења“.
- Употреба Борилачког клуба и прва два правила као везе могу бити видљива у десетој епизоди серије Grey’s Anatomy: „Ко је Зумин, ко“, када Кристина Јанг каже: „Мередит, ово је Борилачки клуб. Нико не говори о томе“.
- 2004. постојале су намере да се направи мјузикл Борилачки клуб, развијен од Палахниука, Финчера и Трента Резнора. Палахниук је рекао: „Ми смо се усмено обавезали да то урадимо, али од тада су прошле две године и ми нисмо ништа чули“ у изјави за The Courier Journal 2006.
- Иако је одбио да пуши у филму „Rounders“ из 1998. године (упркос томе што је његов лик писан за пушача), Едвард Нортон је пушио у овом филму.
- За време снимања у граду, човеку у једном од станова изнад филмске екипе је сметала бука, па их је кроз прозор гађао пивском флашом. Она је погодила директора фотографије Џеф Кроненвета који није био озбиљније повређен, али је тај човек ипак ухапшен недуго затим.
- Број телефона Марле Сингер, 555-0134, је идентичан Тедијевом броју у филму Мементо из 2000. године.
- Редитељ, Дејвид Финчер, је 12 пута понављао сцену где каскадер пада низ степенице када приповедача (Едвард Нортон), Тајлер (Бред Пит) гура низ степенице на паркингу, приликом њихове последње туче. Ипак, у филму је коришћен кадар који је снимљен први пут.

## Награде
Филм је освојио следеће награде:
- 2000. награду Емпајер (Велика Британија) за најбољу британску глумицу (Хелена Бонам Картер)
- 2001. Онлајн филмско удружење критичара за најбољи ДВД, најбољи коментар ДВД-а и најбоље додатке
- 2005. Тотал филм магазин награду (Велика Британија) за „Најбољи савремени филм“

Такође је био номинован за следеће награде:
- 2000. Оскар за најбоље ефекте и звучне ефекте у монтажи
- 2000. Блокбастер забава награду за најбољу акциону глумачку поставу (Бред Пит и Едвард Нортон)
- 2000. Брит награду за најбољи музички албум
- 2000. Costume Designers Guild награду за костимографију
- 2000. Сијера награду од Удружења филмских критичара Лас Вегаса за најбољи ДВД и најбољу монтажу
- 2000. МТВ филмску награду за најбољу борбу (Едвард Нортон са самим собом)
- 2000. Golden Reel награду за монтажу звука на филму
- 2000. Онлајн филмско удружење критичара за најбољег глумца (Едвард Нортон), најбољег режисера, најбољи филм, најбољу филмску монтажу и најбољи адаптирани сценарио
- 2000. награду Филмског политичког удружења за демократију